# Leucorrhée
 Mise en garde médicale
Une leucorrhée, ou perte blanche, est une perte vaginale plus ou moins abondante, blanche ou teintée, odorante ou non, fluide ou épaisse. Elle peut être physiologique ou signaler la présence d'une infection génitale.

## Leucorrhée physiologique
Les sécrétions ne provoquent pas d'irritation, sont inodores et dépendent des hormones. Elles apparaissent ainsi à la puberté et disparaissent à la ménopause,.
Elles proviennent essentiellement de la glaire cervicale, de la desquamation vaginale, du transsudat vaginal des plexus veineux, et des sécrétions des glandes vulvaires (glandes de Skene et de Bartholin). Les femmes adultes non ménopausées en produisent entre 1 mL et 4 mL par jour, avec des variations en fonction de l'âge, du cycle menstruel, de la prise éventuelle d'hormones et des stimulations sexuelles.
Chez la femme ménopausée, la carence hormonale entraîne une atrophie et une modification de la flore donnant l'aspect de vaginite sénile.

## Leucorrhée pathologique
Les sécrétions peuvent être blanches, caséeuses, purulentes, vertes ou encore grisâtres, et s'associer à un prurit, des brûlures ou une odeur de moisi.
Le plus souvent, l'origine est infectieuse : vulvite, vaginite, cervicite, endométrite ou salpingite. Les agents responsables sont soit des bactéries (Gardnerella Vaginalis, gonocoque, chlamydia, mycoplasme), soit des champignons (Candida Albicans), soit des parasites (Trichomonas vaginalis). Dans les infections génitales basses, sont plus souvent retrouvés des levures, le Trichomonas et des germes banals. Le traitement de l'infection dépendra de l'agent en cause,.
Une hygiène intime excessive avec des savons détergents peut favoriser la survenue de ces infections en détruisant l'écosystème vaginal présent.
Dans de rares cas, elle peut être révélatrice d'un cancer du col utérin, et exceptionnellement être causée par la présence d'un corps étranger intravaginal.